# ŠNK Mladost Greda
ŠNK Mladost Greda je nogometni klub iz naselja Greda koje je u sastavu Grada Siska.

## Povijest
ŠNK Mladost Greda osnovan je 1959. godine.